# Beinheim
Beinheim je občina v departmaju Bas-Rhin francoske regije Alzacija.
Leta 2008 je v občini živelo 1.900 oseb oz. 125 oseb/km².